# ЛФГ Роланд D.III
ЛФГ Роланд D.III је немачки ловачки авион који је производила фирма Луфтфарцојг гезелшафт. Први лет авиона је извршен 1917. године. 

## Пројектовање и развој
У поређењу са претходним моделима D.I и D.II, на авиону Роланд D.III извршене су следеће измена: горње крило двокрилца је постављено на балдахин, тако да је повећани размак између трупа и крила, што је побољшао поглед пилота напред и доле. Вертикални стабилизатор је такође повећан да би авион био окретнији тј да би имао бољу маневарску способност, битну карактеристику ловачких авиона. Попут D.II, авион Роланд D.III је биo такође опремљен мотором Argus As.III.
Пројектанти овог авиона су били инжењери Тантзен и Хофман исти они који су пројектовали и претходна два модела  D.I и D.II. Прототип овог авиона је први пут полетео 1917. године. ЛФГ је наставио да развија авионе из ове фамилије тако да је до краја рата развијено још 11 модела ових авиона. Последњи из ове серије носио је ознаку D.XVII.

## Технички опис
Труп му је елипсастог попречног пресека, полу монокок конструкције. Труп се правио на следећи начин: Два слоја трака од шперплоче спирално су омотана у супротним смеровима преко калупа да би се формирала половина трупа трупа. Половине трупа су затим спојене у целину и залепљене, прекривене слојем платна и лакиране (импрегниране). Предњи део, у коме је био смештен мотор је био обложен алуминијумским лимом, на коме су се налазили отвори за излазак топлог ваздуха из моторског простора, а остали део трупа је био облепљен дрвеном лепенком. Труп овог авиона се истицао чистом аеродинамичном линијом. Носач мотора је био од заварених челичних цеви. Пилот је седео у отвореном кокпиту и био је заштићен малим ветробранским стаклом. Прегледност из пилотске кабине није била добра па су пилоти имали проблема приликом слетања.
Авион је био опремљен течношћу хлађеним линијским моторима,  Мерцедес D.III са 117 kW (160 KS), или линијски мотор Argus As.III снаге 180 KS (132 kW). Хладњак за воду се налазио изнад горњих крила авиона. На вратилу мотора је била причвршћена двокрака, вучна, дрвена елиса, непроменљивог корака. Спој елисе и моторног вратила био је покривен металном капом у циљу смањења аеродинамичког отпора.
Крила су била дрвене конструкције пресвучена импрегнираним платном релативно танког профила. Крилца за управљање авионом су се налазила само на горњим крилима. Крила су између себе била повезана са два пара упорница. Затезачи су били од клавирске челичне жице. Оба крила су имала облик једнокраког трапеза, благо закошена у односу на труп авиона. Доње крило је било нешто краће од горњег. Спојеви предње ивице са бочним ивица крила су полукружно изведени. Крила су се поклапала са нападним ивицама. Конструкције репних крила и вертикални стабилизатор као и кормило правца су била направљена од дрвета пресвучена платном. Хоризонтални стабилизатори су били упорницама везани за вертикални стабилизатор.
Стајни орган је био класичан фиксан са осовином, а на репном делу се налазила еластична дрвена дрљача.
Авион је био наоружан са два фиксна митраљеза, Шпандау калибра 7,92 mm

## Варијанте
- D.III - Стандардни модел који се серијки производио.
- D.V - Побољшан погледа пилота. Направљена 3 комада, један са Аргус-ом и два са Мерцедесовим моторима.

## Наоружање
| Наоружање авиона: ЛФГ Роланд   |      |
| Ватрено (стрељачко) наоружање  |      |
| Топ                            |      |
| Митраљез                       |      |
| Број и ознака митраљеза        | 2    |
| Калибар                        | 7,92 |
| Бомбардерско наоружање (бомбе) |      |
| Ракетно наоружање (ракете)     |      |

## Оперативно коришћење
Иако побољшан, авион Роланд D.III је заостајао за борбеним авионом Албатрос, тако да је од 150 летелица које су наручили Немачко ратно ваздухопловство и Бугарско ратно ваздухопловство, само око 25 употребљено у секундарним ратиштима на Балкану и Источном фронту; све остале машине коришћене су за обуку пилота ловца. Заробљене авионе D.III на источном фронту Руси су користили у војне сврхе.

## Земље које су користиле овај авион
- Бугарска
- Немачко царство
- Русија

## Сачувани примерци
Једини сачувани примерак овог авиона се налази у Музеју пољског ваздухопловства у Кракову изложен као музејски експонат.